# Grubar
Grubar je priimek v Sloveniji, ki ga je po podatkih Statističnega urada Republike Slovenije na dan 1. januarja 2010 uporabljalo 297 oseb. 

## Znan nosilci priimka
- Brane Grubar (*1941), igralec